# Lucilia illustris
Lucilia illustris är en tvåvingeart som beskrevs av Johann Wilhelm Meigen 1826.
Lucilia illustris ingår i släktet Lucilia och familjen spyflugor. Inga underarter finns listade i Catalogue of Life.